# Amor y pedagogía
Amor y pedagogía es una novela de Miguel de Unamuno publicada en 1902 en Barcelona por un amigo del autor, Santiago Valentín Cam. Escrita cinco años después de su primera novela, Paz en la guerra, no volvería a publicar un libro en prosa hasta 1912, con su obra filosófica Del sentimiento trágico de la vida. Amor y pedagogía cuenta la historia de don Avito Carrascal, un intelectual que cree que puede convertir un niño en genio aplicando los principios modernos de la pedagogía. La obra, considerada una de las cuatro novelas del autor, constituye una dura crítica a la sociología positivista, intercalando lo cómico y lo trágico. En las nuevas ediciones de esta obra, al prológo y al epílogo ("Apuntes para un tratado de cocotología") de la primera edición, se suele incluir el prólogo de su autor a la segunda edición y una de sus novelas ejemplares, Nada menos que todo un hombre.

## Resumen
Avito es un hombre que se pone como meta principal hacer un genio, puesto que, según su opinión, un genio es como la abeja reina: nace igual a los demás pero por la forma en la que se les educa y trata durante el periodo de su crecimiento se hacen diferentes física o intelectualmente, según el caso.
Una vez puesta esta meta, don Avito se dirige hacia la casa de la mujer que según su parecer era la idónea para concebir un hijo con atributos de genio, ya que se presenta fuerte, sana y dólico-rubia. Pero cuando iba a llevarle la carta petición de mano a Leoncia (que así se llamaba la dólico-rubia) se encuentra con Marina, una mujer que le enamora, y es entonces cuando cambia sus planes iniciales y se acaba casando con Marina. Con ella tiene un hijo al que por conflictos de fe-razón acaban llamando Luis Apolodoro. Apolodoro es criado básicamente por su padre, el que trata de encauzarlo hacia el campo de la ciencia, pero a la vez Marina difiere mucho de Avito, y cuando él no está delante llama a su hijo por su nombre cristiano (Luis) y le enseña oraciones, a la vez que le da todos los mimos que en presencia de Avito no puede darle.
El niño crece y a todo esto otra persona se cruza en su camino: don Fulgencio, un filósofo amigo de don Avito.
Cuando más confundido está Apolodoro conoce a Clara, la hija de su maestro de dibujo, con la que vive un amor muy turbulento porque otro chico más formal, más serio y responsable llamado Federico consigue conquistar a Clara.
Apolodoro habla con Fulgencio y con un poeta y de las conversaciones mantenidas con ellos saca como conclusión que la manera de derrotar a la pedagogía y a la muerte es suicidándose pero antes dejando un hijo para "seguir vivo" en algún sentido. Y así lo hace. Deja embarazada a una de las sirvientas de la casa y se ahorca, con lo cual consigue vencer a la pedagogía que simboliza a su padre, don Avito. El amor a la libertad y el odio a la muerte consiguen vencer a la pedagogía.